# Spiro (Familienname)
Spiro bzw. Spiró ist ein Familienname. Zu Herkunft und Bedeutung siehe Spira
- Annette Spiro (* 1957), Schweizer Architektin
- Bjørn Spiro (1909–1999), dänischer Schauspieler
- David Spiro (1901–1970), polnisch-deutscher Rabbiner
- Ernst Spiro (1873–1950), deutscher Eisenbahningenieur
- Eugene Spiro (Eugen Spiro; 1874–1972), deutschamerikanischer Maler
- Friedrich Spiro (1863–1940), deutscher Klassischer Philologe und Musikwissenschaftler
- Georges Spiro (1909–1994), polnisch-französischer Maler
- György Spiró (* 1946), ungarischer Schriftsteller und Dramatiker
- Herbert Spiro (1924–2010), US-amerikanischer Politikwissenschaftler, Diplomat und Politiker
- Ignaz Spiro (1817–1894), Industrieller der Papierindustrie
- Jean Markus Spiro (um 1862–1902), deutscher Theaterschauspieler, siehe Jean Felix
- Jordana Spiro (* 1977), US-amerikanische Schauspielerin
- Karl Spiro (1867–1932), deutscher Physiker
- Meyer Schapiro (1904–1996), US-amerikanischer Kunsthistoriker litauischer Abstammung

- Samantha Spiro (* 1968), britische Schauspielerin

- Sienna Spiro (* 2005), britische Musikerin

- Stanley Grove Spiro (1900–1948), südafrikanischer Pilot und Bankier
- Summer Spiro (* 1988), US-amerikanische Schauspielerin und Filmeditorin.